# Alonso Gómez de Encinas
Alonso Gómez de Encinas (Cuéllar, Segovia, Castilla, c. 1575 – Puná, Virreinato del Perú, 2 de junio de 1624) fue un fraile español de la Orden de la Merced martirizado en América. A juicio de los cronistas era "alto, lampiño y con tres lunares en el carrillo derecho".

## Formación
En Cuéllar cursó sus primeros estudios en el Estudio de Gramática y Arte de Cuéllar, pasando más tarde a la Universidad de Salamanca. De allí ingresó en los Mercedarios de Valladolid, donde cursó estudios eclesiásticos y fue ordenado sacerdote. Posteriormente regresó a Salamanca y en los últimos años del siglo XVI estaba matriculado en su Universidad, matriculado como presbítero teólogo.

## Vida en América y muerte
En 1609 salió para Nueva España acompañando al vicario general, el mercedario Antonio de Mendoza. Fue nombrado doctrinero de indios en la isla de Puná, en la bahía de Guayaquil, donde permaneció hasta su muerte. El pirata neerlandés Jacobo L'Hermite, que había saqueado las costas del Pacífico, llegó el 2 de junio de 1624 a la isla de Puná, cuyos habitantes huyeron aterrorizados. Alonso Gómez de Encinas, enfermo, sufrió cruel martirio por parte de los neerlandeses. Al año siguiente, el cronista mercedario Alonso Remón se hizo eco de las circunstancias macabras del martirio, en cuyo relato incluye unos versos que narran el suceso: 

El día que el grande Antonio, que ilustró su nombre a Padua,
goza el triunfo que la Iglesia le da con su fiesta santa.
Este año de veynte y quatro, un jueves por la mañana,
enemigos de la Fe cercan las islas Indianas.
Sobre la isla de Puná armados en tropa asaltan
quadrillas de Gelandeses, y otros hereges de Olanda.
No tan blandos como ella, de más ásperas entrañas,
más fieros y más crueles ciegos como están sus almas.
Buscavan estos en Puná al Papaz, que así le llaman
al que Baptiza y confiessa, y predica almas christianas.
Era un santo Religioso aquel que allí ministraba
aquellos Indios bozales, ganando para Dios almas.
Del Orden de la Merced fray Alonso se llamava,
y sobre Gómez, Encinas, y Cuéllar era su Patria.
Profesó en Valladolid, de allí pasó a Nueva España,
de Nueva España a esta Isla que en el Pirú Puná llaman.
Quando entraron los Hereges enfermo estaba en la cama,
retiróse como pudo y escondióse en la montaña.
Engañaron a los Indios con sus melosas palabras
los embusteros Hereges, y así el dónde está declaran.
Y bendiéronle como Judas que se pareció esta causa
al discípulo engañoso pues éste los enseñava.
Assiéronle los Herejes y tras de muchas puñaladas,
le abrieron todos los pechos, y le sacaron las entrañas.
Padecía el Santo Mártir, con paciencia soberana,
y rogava por aquellos que la vida le quitavan.
Dichosa su Religión, y venturosa su patria,
y a Dios que le hizo suyo se den infinitas gracias.

Su imagen llegó a recibir culto algunos años en la iglesia de los mercedarios de Barcelona. Se conocen dos retratos de este religioso: uno de ellos se conservaba en su villa natal y actualmente se encuentra en paradero desconocido; una fotografía del mismo fue publicada en Madrid, en la revista La Merced. El otro retrato es obra de Alardo de Popma, que representa en grabado la escena del martirio y que está publicado en la "Historia de Cuéllar".